# Canoë-kayak aux Jeux olympiques d'été de 2024 - K1 500 mètres femmes
Navigation
Tokyo 2020 Los Angeles 2028
L'épreuve féminine du K1 500 mètres des Jeux olympiques d'été de 2024 se déroule les 7 et 10 août 2024 au stade nautique de Vaires-sur-Marne, à environ 30 km à l'Est de Paris.

## Médaillées
| Or                    | Argent              | Bronze               |
| Lisa Carrington (NZL) | Tamara Csipes (HUN) | Emma Jørgensen (DEN) |

## Programme
| Date            | Horaire  | Manche           |
| --------------- | -------- | ---------------- |
| Mercredi 7 août | 09 h 30  | Éliminatoires    |
| Mercredi 7 août | à suivre | Quarts de finale |
| Samedi 10 août  | 10 h 30  | Demi-finales     |
| Samedi 10 août  | à suivre | Finales          |

## Résultats détaillés

### Séries
Les 2 premières sont qualifiés pour les demi-finales (DF), les autres vont en quarts de finale (QF).
| Rang | Ligne | Athlète         | Pays             | Temps         | Notes |
| ---- | ----- | --------------- | ---------------- | ------------- | ----- |
| 1    | 5     | Aimee Fisher    | Nouvelle-Zélande | 1 min 49 s 16 | SF    |
| 2    | 6     | Brenda Rojas    | Argentine        | 1 min 52 s 68 | SF    |
| 3    | 4     | Yoana Georgieva | Bulgarie         | 1 min 55 s 76 | QF    |
| 4    | 8     | Ruth Vorsselman | Pays-Bas         | 1 min 56 s 88 | QF    |
| 5    | 7     | Enja Rößeling   | Allemagne        | 1 min 56 s 88 | QF    |
| 6    | 2     | Hedda Øristland | Norvège          | 1 min 58 s 05 | QF    |
| 7    | 3     | Samaa Ahmed     | Égypte           | 2 min 18 s 52 | QF    |

| Rang | Ligne | Athlète             | Pays                          | Temps         | Notes |
| ---- | ----- | ------------------- | ----------------------------- | ------------- | ----- |
| 1    | 2     | Alida Dóra Gazsó    | Hongrie                       | 1 min 50 s 78 | SF    |
| 2    | 5     | Alyce Wood          | Australie                     | 1 min 51 s 39 | SF    |
| 3    | 4     | Melina Andersson    | Suède                         | 1 min 51 s 84 | QF    |
| 4    | 6     | Yin Mengdie         | Chine                         | 1 min 52 s 29 | QF    |
| 5    | 8     | Lize Broekx         | Belgique                      | 1 min 52 s 32 | QF    |
| 6    | 3     | Estefanía Fernández | Espagne                       | 1 min 54 s 74 | QF    |
| 7    | 7     | Saman Soltani       | Équipe olympique des réfugiés | 2 min 2 s 19  | QF    |

| Rang | Ligne | Athlète               | Pays     | Temps         | Notes |
| ---- | ----- | --------------------- | -------- | ------------- | ----- |
| 1    | 2     | Wang Nan              | Chine    | 1 min 51 s 28 | SF    |
| 2    | 4     | Hermien Peters        | Belgique | 1 min 51 s 46 | SF    |
| 3    | 8     | Dominika Putto        | Pologne  | 1 min 52 s 49 | QF    |
| 4    | 5     | Anamaria Govorčinović | Croatie  | 1 min 55 s 51 | QF    |
| 5    | 6     | Manon Hostens         | France   | 1 min 57 s 13 | QF    |
| 6    | 3     | Beatriz Briones       | Mexique  | 1 min 58 s 10 | QF    |
| 7    | 7     | Raina Taitingfong     | Guam     | 2 min 29 s 66 | QF    |

| Rang | Ligne | Athlète           | Pays     | Temps         | Notes |
| ---- | ----- | ----------------- | -------- | ------------- | ----- |
| 1    | 2     | Linnea Stensils   | Suède    | 1 min 50 s 16 | SF    |
| 2    | 5     | Milica Novaković  | Serbie   | 1 min 50 s 37 | SF    |
| 3    | 4     | Anežka Paloudová  | Tchéquie | 1 min 51 s 90 | QF    |
| 4    | 3     | Mariya Povkh      | Ukraine  | 1 min 54 s 13 | QF    |
| 5    | 6     | Ana Paula Vergutz | Brésil   | 1 min 54 s 98 | QF    |
| 6    | 8     | Karina Alanís     | Mexique  | 1 min 56 s 30 | QF    |
| 7    | 7     | Samalulu Clifton  | Samoa    | 2 min 1 s 12  | QF    |

| Rang | Ligne | Athlète           | Pays             | Temps         | Notes |
| ---- | ----- | ----------------- | ---------------- | ------------- | ----- |
| 1    | 2     | Lisa Carrington   | Nouvelle-Zélande | 1 min 48 s 51 | SF    |
| 2    | 3     | Selma Konjin      | Pays-Bas         | 1 min 49 s 28 | SF    |
| 3    | 5     | Michelle Russell  | Canada           | 1 min 51 s 00 | QF    |
| 4    | 7     | Begoña Lazkano    | Espagne          | 1 min 55 s 54 | QF    |
| 5    | 4     | Esti Olivier      | Afrique du Sud   | 1 min 55 s 98 | QF    |
| 6    | 6     | Ekaterina Shubina | Ouzbékistan      | 1 min 58 s 37 | QF    |

| Rang | Ligne | Athlète        | Pays           | Temps         | Notes |
| ---- | ----- | -------------- | -------------- | ------------- | ----- |
| 1    | 5     | Emma Jørgensen | Danemark       | 1 min 50 s 93 | SF    |
| 3    | 6     | Teresa Portela | Portugal       | 1 min 51 s 03 | QF    |
| 4    | 2     | Riley Melanson | Canada         | 1 min 54 s 11 | QF    |
| 5    | 3     | Stephenie Chen | Singapour      | 1 min 58 s 52 | QF    |
| 6    | 7     | Tiffany Koch   | Afrique du Sud | 2 min 2 s 76  | QF    |

### Quarts de finale
Les 5 premières se qualifient pour les demi-finales (DF), les autres sont éliminées.
| Rang | Ligne | Athlète               | Pays        | Temps         | Notes |
| ---- | ----- | --------------------- | ----------- | ------------- | ----- |
| 1    | 3     | Lize Broekx           | Belgique    | 1 min 49 s 78 | SF    |
| 2    | 4     | Michelle Russell      | Canada      | 1 min 49 s 78 | SF    |
| 3    | 5     | Yoana Georgieva       | Bulgarie    | 1 min 51 s 74 | SF    |
| 4    | 6     | Anamaria Govorčinović | Croatie     | 1 min 52 s 92 | SF    |
| 5    | 7     | Stephenie Chen        | Singapour   | 1 min 53 s 88 | SF    |
| 6    | 8     | Ekaterina Shubina     | Ouzbékistan | 1 min 54 s 63 |       |
| 7    | 2     | Hedda Øristland       | Norvège     | 1 min 56 s 24 |       |
| 8    | 1     | Samalulu Clifton      | Samoa       | 1 min 59 s 64 |       |

| Rang | Ligne | Athlète             | Pays           | Temps         | Notes |
| ---- | ----- | ------------------- | -------------- | ------------- | ----- |
| 1    | 5     | Melina Andersson    | Suède          | 1 min 49 s 21 | SF    |
| 2    | 7     | Estefanía Fernández | Espagne        | 1 min 51 s 24 | SF    |
| 3    | 6     | Mariya Povkh        | Ukraine        | 1 min 52 s 09 | SF    |
| 4    | 4     | Teresa Portela      | Portugal       | 1 min 52 s 40 | SF    |
| 5    | 3     | Manon Hostens       | France         | 1 min 52 s 82 | SF    |
| 6    | 2     | Tiffany Koch        | Afrique du Sud | 1 min 56 s 81 |       |
| 7    | 8     | Samaa Ahmed         | Égypte         | 2 min 14 s 39 |       |

| Rang | Ligne | Athlète           | Pays                          | Temps         | Notes |
| ---- | ----- | ----------------- | ----------------------------- | ------------- | ----- |
| 1    | 4     | Dominika Putto    | Pologne                       | 1 min 49 s 26 | SF    |
| 2    | 5     | Ruth Vorsselman   | Pays-Bas                      | 1 min 52 s 35 | SF    |
| 3    | 2     | Beatriz Briones   | Mexique                       | 1 min 53 s 05 | SF    |
| 4    | 3     | Begoña Lazkano    | Espagne                       | 1 min 53 s 83 | SF    |
| 5    | 6     | Ana Paula Vergutz | Brésil                        | 1 min 56 s 09 | SF    |
| 6    | 7     | Saman Soltani     | Équipe olympique des réfugiés | 2 min 1 s 43  |       |

| Rang | Ligne | Athlète           | Pays           | Temps         | Notes |
| ---- | ----- | ----------------- | -------------- | ------------- | ----- |
| 1    | 4     | Anežka Paloudová  | Tchéquie       | 1 min 49 s 43 | SF    |
| 2    | 5     | Yin Mengdie       | Chine          | 1 min 49 s 74 | SF    |
| 3    | 3     | Riley Melanson    | Canada         | 1 min 50 s 16 | SF    |
| 4    | 6     | Enja Rößeling     | Allemagne      | 1 min 52 s 74 | SF    |
| 5    | 7     | Karina Alanís     | Mexique        | 1 min 52 s 86 | SF    |
| 6    | 2     | Esti Olivier      | Afrique du Sud | 1 min 53 s 21 |       |
| 7    | 1     | Raina Taitingfong | Guam           | 2 min 27 s 03 |       |

### Demi-finales
Les 2 premières se qualifient pour la finale A (FA), les 3e et 4e vont en finale B, les 5e et 6e en finale C, et les autres sont éliminées.
| Rang | Ligne | Athlète             | Pays             | Temps         | Notes |
| ---- | ----- | ------------------- | ---------------- | ------------- | ----- |
| 1    | 5     | Aimee Fisher        | Nouvelle-Zélande | 1 min 49 s 54 | FA    |
| 2    | 4     | Wang Nan            | Chine            | 1 min 50 s 96 | FA    |
| 3    | 3     | Alyce Wood          | Australie        | 1 min 51 s 99 | FB    |
| 4    | 6     | Lize Broekx         | Belgique         | 1 min 52 s 84 | FB    |
| 5    | 7     | Beatriz Briones     | Mexique          | 1 min 53 s 86 | FC    |
| 6    | 8     | Stephenie Chen      | Singapour        | 1 min 55 s 15 | FC    |
| 7    | 2     | Estefanía Fernández | Espagne          | 1 min 56 s 20 |       |
| 8    | 1     | Enja Rößeling       | Allemagne        | 1 min 57 s 22 |       |

| Rang | Ligne | Athlète               | Pays             | Temps         | Notes |
| ---- | ----- | --------------------- | ---------------- | ------------- | ----- |
| 1    | 5     | Lisa Carrington       | Nouvelle-Zélande | 1 min 48 s 10 | FA    |
| 2    | 3     | Emma Jørgensen        | Danemark         | 1 min 49 s 59 | FA    |
| 3    | 4     | Milica Novaković      | Serbie           | 1 min 50 s 41 | FB    |
| 4    | 6     | Melina Andersson      | Suède            | 1 min 50 s 79 | FB    |
| 5    | 8     | Manon Hostens         | France           | 1 min 51 s 36 | FC    |
| 6    | 7     | Riley Melanson        | Canada           | 1 min 52 s 99 | FC    |
| 7    | 1     | Anamaria Govorčinović | Croatie          | 1 min 53 s 13 |       |
| 8    | 2     | Ruth Vorsselman       | Pays-Bas         | 1 min 54 s 91 |       |

| Rang | Ligne | Athlète           | Pays      | Temps         | Notes |
| ---- | ----- | ----------------- | --------- | ------------- | ----- |
| 1    | 5     | Alida Dóra Gazsó  | Hongrie   | 1 min 49 s 76 | FA    |
| 2    | 3     | Hermien Peters    | Belgique  | 1 min 49 s 87 | FA    |
| 3    | 1     | Teresa Portela    | Portugal  | 1 min 50 s 28 | FB    |
| 4    | 2     | Yin Mengdie       | Chine     | 1 min 50 s 52 | FB    |
| 5    | 6     | Dominika Putto    | Pologne   | 1 min 51 s 43 | FC    |
| 6    | 4     | Brenda Rojas      | Argentine | 1 min 53 s 35 | FC    |
| 7    | 7     | Yoana Georgieva   | Bulgarie  | 1 min 54 s 02 |       |
| 8    | 8     | Ana Paula Vergutz | Brésil    | 1 min 54 s 19 |       |

| Rang | Ligne | Athlète          | Pays     | Temps         | Notes |
| ---- | ----- | ---------------- | -------- | ------------- | ----- |
| 1    | 4     | Tamara Csipes    | Hongrie  | 1 min 48 s 72 | FA    |
| 2    | 2     | Michelle Russell | Canada   | 1 min 49 s 28 | FA    |
| 3    | 5     | Linnea Stensils  | Suède    | 1 min 50 s 75 | FB    |
| 4    | 6     | Anežka Paloudová | Tchéquie | 1 min 51 s 47 | FB    |
| 5    | 3     | Selma Konijn     | Pays-Bas | 1 min 52 s 50 | FC    |
| 6    | 7     | Mariya Povkh     | Ukraine  | 1 min 52 s 51 | FC    |
| 7    | 1     | Begoña Lazkano   | Espagne  | 1 min 52 s 87 |       |
| 8    | 8     | Karina Alanís    | Mexique  | 1 min 53 s 83 |       |

### Finales
| Rang                                | Ligne | Athlète          | Pays             | Temps         | Notes |
| ----------------------------------- | ----- | ---------------- | ---------------- | ------------- | ----- |
| Médaille d'or, Jeux olympiques      | 6     | Lisa Carrington  | Nouvelle-Zélande | 1 min 47 s 36 | RO    |
| Médaille d'argent, Jeux olympiques  | 3     | Tamara Csipes    | Hongrie          | 1 min 48 s 44 |       |
| Médaille de bronze, Jeux olympiques | 7     | Emma Jørgensen   | Danemark         | 1 min 49 s 76 |       |
| 4                                   | 5     | Aimee Fisher     | Nouvelle-Zélande | 1 min 49 s 91 |       |
| 5                                   | 2     | Wang Nan         | Chine            | 1 min 50 s 89 |       |
| 6                                   | 4     | Alida Dóra Gazsó | Hongrie          | 1 min 51 s 19 |       |
| 7                                   | 1     | Hermien Peters   | Belgique         | 1 min 52 s 26 |       |
| 8                                   | 8     | Michelle Russell | Canada           | 1 min 53 s 83 |       |

| Rang | Ligne | Athlète          | Pays      | Temps         | Notes |
| ---- | ----- | ---------------- | --------- | ------------- | ----- |
| 1    | 6     | Milica Novaković | Serbie    | 1 min 51 s 55 |       |
| 2    | 4     | Teresa Portela   | Portugal  | 1 min 52 s 38 |       |
| 3    | 3     | Linnea Stensils  | Suède     | 1 min 52 s 59 |       |
| 4    | 7     | Melina Andersson | Suède     | 1 min 52 s 65 |       |
| 5    | 1     | Yin Mengdie      | Chine     | 1 min 53 s 25 |       |
| 6    | 2     | Lize Broekx      | Belgique  | 1 min 53 s 67 |       |
| 7    | 8     | Anežka Paloudová | Tchéquie  | 1 min 54 s 31 |       |
| 8    | 5     | Alyce Wood       | Australie | 1 min 55 s 04 |       |

| Rang | Ligne | Athlète         | Pays      | Temps         | Notes |
| ---- | ----- | --------------- | --------- | ------------- | ----- |
| 1    | 3     | Selma Konijn    | Pays-Bas  | 1 min 50 s 56 |       |
| 2    | 4     | Dominika Putto  | Pologne   | 1 min 52 s 85 |       |
| 3    | 6     | Manon Hostens   | France    | 1 min 53 s 10 |       |
| 4    | 1     | Brenda Rojas    | Argentine | 1 min 53 s 88 |       |
| 5    | 5     | Beatriz Briones | Mexique   | 1 min 54 s 53 |       |
| 6    | 7     | Riley Melanson  | Canada    | 1 min 56 s 36 |       |
| 7    | 2     | Stephenie Chen  | Singapour | 1 min 56 s 55 |       |
| 8    | 8     | Mariya Povkh    | Ukraine   | 2 min 0 s 94  |       |